# Közép-európai Egyetem
A Közép-európai Egyetem (CEU; németül: Zentraleuropäische Universität, angolul: Central European University) egy magán kutatóegyetem, amelynek campusa Bécsben található, valamint nem-diplomát adó képzésekkel, kutatási és társadalmi szerepvállalással van jelen Budapesten a 2017-es Lex CEU óta. Az egyetem társadalomtudományi és bölcsészettudományi mester- és alapfokú képzéseket kínál, amelyek Ausztriában és az Egyesült Államokban akkreditáltak.
A CEU-t 1991-ben alapította Soros György, hedge fund-menedzser, politikai aktivista és milliárdos filantróp, aki 2001-ben 250 millió dolláros alapítványi támogatást biztosított az egyetem számára, ezzel az egyik leggazdagabb egyetemmé téve azt Európában. Az egyetem akadémiai szempontból elit és nagy presztízsű intézménynek számít: politikai diplomája a világ 32. legerősebb volt 2024-ben, olyan világhírű egyetemeket maga mögé utasítva mint az Ivy League-be tartozó Brown, Cornell és a Pennsylvaniai Egyetem, valamint a skót St. Andrews-i Egyetem.
Az egyetem azzal a céllal jött létre, hogy a közép-európai térség demokratizálódását elősegítse a keleti blokk összeomlása után, mely szorosan kapcsolódik az Open Society Foundations tevékenységéhez. A CEU tagja a The European University of Social Sciences és az Europaeum egyetemi hálózatoknak. Jelenleg a CEU-nak az öt kontinens mintegy 100 országában, közel 8600 végzett hallgatója él, közülük több miniszter, nagykövet, egyetemi tanár, tudós, kutató, ügyvéd, emberjogi aktivista és vállalatvezető került ki.

## Története
A Közép-európai Egyetem egy 1989 előtt, Dubrovnikban tartott előadássorozatból fejlődött ki. Itt született meg az alapötlet egy olyan új, nyugati modellen alapuló egyetem létrehozására, amely Európa egykori szocialista országai politikai, társadalmi és gazdasági változásainak elemzésén keresztül elkötelezi magát a nyitott társadalom értékei mellett.
Napjainkra a CEU egy olyan nemzetközileg elismert posztgraduális felsőoktatási intézménnyé vált, amely a közgazdaságtan, a társadalom- és politikatudomány által felvetett kérdések megvitatásának jelentős műhelye. Az egyetem számos szakterületen végez úttörő munkát, például a régióban elsőként indított mesterfokú képzéseket a társadalmi nemek tanulmánya illetve a Környezettudomány és környezetpolitika szakokon. 2009-ben a CEU Politikatudomány tanszéke jobb értékelést kapott, mint az Oxford Egyetemé.
A CEU kiemelt hangsúlyt fektet a nyílt társadalmak fejlesztésére Közép- és Kelet-Európában illetve a volt szovjet utódállamokban egy olyan oktatási rendszeren keresztül, amely módszeresen támogatja az átfogó és összehasonlító elemzés eredményeként született gondolatok és közpolitikai kezdeményezések kidolgozását. Válaszolva a demokrácia elterjedésére a régióban és azon túl, az egyetem nemcsak érdeklődési körét, de ösztöndíjprogramjait is kiterjesztette a világ egyes fejlődésben lévő területeire.
2007. október 14-ig Soros György volt az egyetem kuratóriumának elnöke. Utóda Leon Botstein (a New York állambeli Bard College elnöke), aki kétéves időtartamra való megválasztásáig a kuratórium alelnöki posztját töltötte be. Soros György örökös CEU-kurátor és a kuratórium tiszteletbeli elnöke. 2009. augusztus 1-jén az emberi jogi szakjogász és jogtudós, John Shattuck váltotta Yehuda Elkanát a rektori székben. 2016. augusztus 1-jétől az egyetem elnök-rektora Michael Ignatieff.
Budapesten, az V. kerületben, a Nádor utca és az Október 6. utca között, több épületből álló kampuszon 1995-ben kezdődött el az oktatás. A Nádor utca 15. szám alatt 2016-ban adták át az új központi épületet.

### 2017-es események

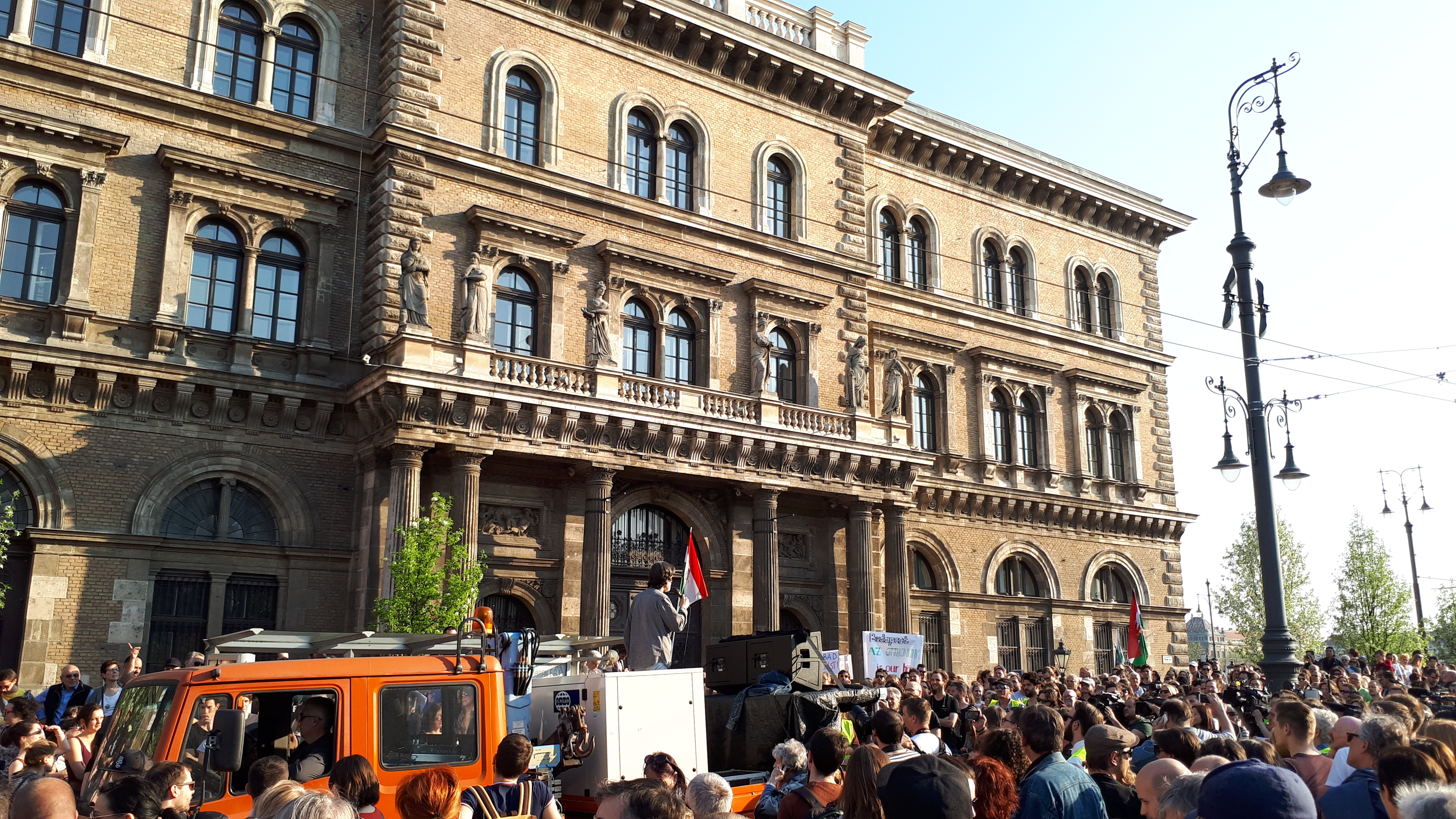
Tiltakozások 2017. április 2-án a Fővám téren

2017. április 4-én a magyar parlament egy kivételesen sürgős eljárásban 123 igen és 38 nem szavazattal elfogadott egy törvénymódosítást, ami kimondja, hogy külföldi egyetem akkor folytathat Magyarországon oktatási tevékenységet, ha a működéséről kormányközi megállapodás született és a székhelye szerinti országban is ténylegesen felsőoktatási képzést folytat. Bár a törvénymódosítás 28 Magyarországon működő intézményt érint, a módosítások túlnyomó része a CEU-ra vonatkozó hátrányos elemeket tartalmaz, ezért a sajtó lex CEU-nak nevezi a törvényt, mely 2019. január 1-től ellehetetleníti az egyetem működését. Jóllehet a hivatkozott jogszabály csupán az Egyesült Államok-beli oklevelek kiadását kötötte a fenti feltételekhez, vagyis magyar diploma kiadására az intézmény továbbra is jogosult lett volna, e megkötés oly jelentős mértékben csökkentette az egyetem vonzerejét, hogy annak magyarországi működése gyakorlatilag ellehetetlenült.
A törvénymódosítás ellen 2017. április 2-án és 4-én tüntetések szerveződtek, illetve nemzetközi tiltakozáshullám indult meg.
Az Amerikai Egyesült Államok külügyminisztériuma nyilatkozatban közölte, hogy az államszövetség alkotmánya szerint viszont az ilyen jellegű megállapodások az egyes tagállamok hatáskörébe tartoznak. A nyilatkozatot a magyar külügyminisztérium értetlenül fogadta, és kinyilvánította, hogy ennek ellenére kizárólag a legmagasabb szintű tárgyalásokra hajlandó.
Az Európai Bizottság 2017. április 26-án figyelmeztető levelet küldött a kormánynak. Ez a kötelezettségszegési eljárás első lépése. A bizottság szerint túlzott korlátozásnak számít, hogy anyaországi tevékenységet is előírnak az intézménynek. A fenti megkötések a Kereskedelmi Világszervezet szabályaival is ütköznek, amiért majd az EU-nak kell számot adnia a világszervezet előtt.
Az Európai Parlament 2017. május 17-én hozott határozatot az első Sargentini-jelentésről (pontosabban: a jelentés első, még indokok nélküli változatáról), mely kitér a CEU ügyére is, és felszólítja a magyar kormányt, hogy „állapodjék meg az amerikai hatóságokkal a CEU ügyében, hogy az egyetem továbbra is szabadon működhessék Budapesten.”
Az CEU kampuszt létesített New York államban a Bard College-dzsal(en) 2017 nyarán kötött megállapodást követően, hogy meg tudjon felelni az új magyar oktatási törvénynek. Az új oktatási helyszínt New York Állam Oktatási Minisztériuma és a Middle States Commission on Higher Education(en) (egy elismert amerikai akkreditáló szervezet) is jóváhagyta.

### 2018-as események
A legutolsó legmagasabb szintű egyeztetés a magyar és New York állam között 2018. április 13-án volt,.
Az Európai Parlament Kulturális bizottsága 2018. május 16-án fogadott el állásfoglalást, mely a Sargentini-jelentés második, indokolt változatának egyik melléklete. A CEU-ra vonatkozó rész: (a Kulturális bizottság) üdvözli, hogy a magyar hatóságok 2018. április 13-án az Egyesült Államok New York tagállamába látogattak, hogy eloszlassák a magyar kormány CEU-val szembeni aggályait; fájlalja ugyanakkor, hogy a magyar kormány és a CEU székhelye szerinti ország kormánya közötti együttműködési megállapodást továbbra sem írták alá és nem ratifikálták, noha a magyar hatóságok a látogatás során megerősítették, hogy a CEU immár megfelel a „Lex CEU” követelményeinek; felszólítja ezért a magyar kormányt, hogy a blokkoló politikával felhagyva kösse meg a CEU-ról szóló, New York állammal már megtárgyalt együttműködési megállapodást annak érdekében, hogy az egyetem zökkenőmentesen folytathassa tevékenységét. A Sargentini-jelentést 2018. szeptember 12-én fogadta el az Európai Parlament.
"Ha 2018. december 1-ig nincs kormányaláírás, 2019. szeptember 1-től minden amerikai akkreditálású képzés Bécsbe költözik." – jelentette be a CEU-n Michael Ignatieff rektor 2018. október végén.

### 2019 utáni események
A CEU 2019 szeptemberétől angol nyelvű tevékenységét Bécsbe helyezte át, Magyarországon csak a kifutó évfolyamok maradtak és a magyar nyelvű akkreditált szakok. A tanári kar túlnyomó többsége a tanév kezdetétől Bécsben folytatta munkáját, ahol azóta 1500, többségében magyar diáknak nyújt továbbra is mesterfokú és doktori diplomát adó képzéseket.
2020 októberében az Európai Unió Bírósága a kötelezettségszegési eljárásban döntött arról a 2017-es törvénymódosításról (lex CEU, a nemzeti felsőoktatásról szóló 2011. évi CCIV. törvény módosítása), amely miatt az egyetemnek Bécsbe kellett költöznie. A bíróság szerint az a követelmény, hogy a származási állammal nemzetközi szerződésre van szükség, és hogy az intézmények az anyaországukban is nyújtani kell képzést, sérti az EU Alapjogi Chartáját, mert ezek aránytalanul korlátozzák az oktatási intézmények alapítására/működtetésére vonatkozó, valamint a tudomány szabadságjogait. Sérti továbbá a Kereskedelmi Világszervezet szolgáltatások kereskedelméről szóló általános egyezményét (GATS, General Agreement on Trade in Services), mert a belföldi és külföldi szolgáltatók között különbséget tesz, nem egyenlő módon bánik velük. A döntés értelmében a magyar kormánynak vissza kell vonnia a törvény ezen részeit. Az egyetem vezetősége az elnéptelenedett budapesti Nádor utcai épületekben rendezvényközpontot és kutatóintézetet hozott létre. A Socrates bölcsész- és társadalomtudományi kurzusok folytatása mellett befogadta a 2021-ben bejegyzett FreeSZFE Egyesület diplomát adó képzéseit. 2022-ben pedig a nagyközönség számára is hozzáférhetővé tette az intézmény közel 400 ezer kötetes állományú, zömmel angol nyelvű könyvtárát. Miután 2022. február 24-én az orosz hadsereg megtámadta Ukrajnát, 2023 januárjában az egyetem szintén Budapesten “Láthatatlan Egyetem Ukrajnáért” címmel képzési programot indított az ukrajnai menekült diákok részérére.

## Tanszékek és képzések

### Tanszékek
- Filozófia
- Kognitív tudomány
- Környezettudomány és környezetpolitika
- Középkortudomány
- Közgazdaságtudomány
- Közpolitika
- Matematika
- Nacionalizmus tanulmányok
- Nemzetközi kapcsolatok és európai tanulmányok
- Politikatudomány
- Szociológia és szociális antropológia
- Társadalmi nemek tanulmánya
- Történelemtudomány

### Képzések

#### Egyéves mesterképzések
- MA képzések: Central European History; Economic and Legal Studies; Gender Studies; Human Rights; International Relations and European Studies; Medieval Studies; Nationalism Studies; Philosophy; Political Science; Public Policy; Sociology and Social Anthropology
- MS program: Environmental Sciences and Policy
- LLM képzés: Comparative Constitutional Law; Economic and Legal Studies; Human Rights; International Business Law
- Üzleti képzések: Transnational Master's of Business Administration (MBA); International Executive MBA (18 hónapos program)

#### Kétéves mesterképzések
- MA képzések: Critical Gender Studies; Economic Policy in Global Markets; Environmental Sciences, Policy and Management (MESPOM, Erasmus Mundus); Economics; Historical Studies; Philosophy; Political Science; Public Policy (Erasmus Mundus program), Sociology and Social Anthropology; Women's and Gender Studies (GEMMA, Erasmus Mundus); Women's and Gender History (MATILDA, Erasmus-program)
- MSc képzés: Applied Mathematics
- Üzleti képzések: Executive MBA (International Master's in Management)

#### Doktori képzések
- PhD: Cognitive Science, Comparative Gender Studies; Comparative History of Central, Southeastern and Eastern Europe; Economics; Environmental Sciences and Policy; Mathematics and its Applications; Medieval Studies; Philosophy; Political Science; Sociology and Social Anthropology; Network Science
- Doctor of Juridical Sciences (SJD)

## Statisztikák

### Felvételi arány
| 2021  | 2022  | 2023  | 2024  | Forrás |
| ----- | ----- | ----- | ----- | ------ |
| 30,3% | 33,4% | 36,7% | 32,5% | [ 26 ] |

### Rangsor
A CEU-t hét képzési területen is a világ legjobb felsőoktatási intézményei közé sorolta a Quacquarelli Symonds 2017-es tematikus felsőoktatási rangsora.
| Rangsor  | Tárgy                  | Helyezés világszinten | Forrás |
| -------- | ---------------------- | --------------------- | ------ |
| QS World | Politika               | 32                    | [ 28 ] |
| QS World | Filozófia              | 37                    | [ 29 ] |
| QS World | Nemzetközi tanulmányok | 32                    | [ 30 ] |
| QS World | Szociológia            | 51-100                | [ 31 ] |
| QS World | Történelem             | 51-100                | [ 32 ] |
| QS World | Jog                    | 101-150               | [ 33 ] |

## Partnerintézményei
A hallgatók egy szemesztert tanulhatnak a CEU partnerintézményeiben, melyek a következők:
- American University of Central Asia
- American University of Paris
- Bard College
- Bard College Berlin
- Ca'Foscari University Venice
- Catholic University of Leuven
- Charles University
- Dongguk University
- IE Madrid
- National University of Political Studies and Public Administration in Bucharest
- Paris 2 Panthéon-Assas University
- Sciences Po
- Tel Aviv University
- London School of Economics and Political Science
- The Stockholm School of Economics
- Tokyo University of Foreign Studies
- Trinity College
- UC Louvain
- Universitat de Barcelona
- Babeș–Bolyai Tudományegyetem
- Università Bocconi
- Bolognai Egyetem
- Universitat Rovira i Virgili
- University of Bristol
- Chicagói Egyetem
- University College Dublin
- Université de Neuchatel
- Universitat Pompeu Fabr
- University of Toronto
- University of Victoria
- Utrecht University
- VU Amsterdam
- Warsaw School of Economics

## Neves tanárai
A Figyelő c. folyóirat 2018/15. számában listát közölt a Soros György által állítólag pénzelt, illetve befolyásolt személyekről. Egy, ezen a listán szereplő középkorkutató szerint az összeállításnak abban a részében, mely a CEU tanárait sorolja fel, a Wikipédia e szócikkének gyűjteményét használta fel a szerző. Vélekedése szerint azért kerülhettek a listába több évtizede elhunyt személyek, mert az itt szereplő listában a Figyelő cikkének megjelenésekor még nem voltak feltüntetve a felsorolt oktatók életrajzi adatai, így az újságíró élőnek hitte valamennyi személyt.
- Shlomo Avineri (1933-) politikatudomány, filozófia
- Balázs Péter (1941-) volt magyar külügyminiszter; nemzetközi kapcsolatok
- Barabási Albert László (1967-) hálózatkutató
- Bodnár Judit (1963-) szociológus
- Bodnár M. István (1958-) filozófus
- Bokros Lajos (1954-) volt magyar pénzügyminiszter; közgazdaságtan
- Boytha György (1929-2010) jog
- Csaba László (1954-) közgazdaságtan
- Cole Durham (1948-) jog
- Allen Feldman kulturális antropológia
- Enyedi Zsolt (1967-) politikatudomány
- Ernest Gellner (1925-1995) filozófia
- Farkas Katalin (1970-) filozófia
- Patrick J. Geary[37] (1948-) történelem
- Geréby György (1957-) filozófus, filozófiatörténész
- Gerő András (1952-) történelem
- Herbert Gintis (1940-) közgazdaságtan
- Hanák Péter (1921-1997) történelem
- Donald L. Horowitz (1939-) jog és politikatudomány
- Julius Horvath (1955-) közgazdaságtan
- Don Kalb (1959-) szociológia, szociális antropológia
- Karády Viktor (1936) franciaországi magyar szociológus, társadalomtörténész, az MTA tagja
- Kis János (1943-) politikatudomány, filozófia
- Kontler László (1959-) történész
- Klaniczay Gábor (1950-) történelem
- John Doyle Klier (1944-2007) történelem
- Kornai János (1928-2021) közgazdaságtan
- Tijana Krstić (1975-) történész
- Will Kymlicka (1962-) filozófia
- Laszlovszky József (1954-) régész
- Michael Laurence Miller (1969-) nacionalizmus tanulmányok
- Vlad Naumescu (1977-) vallásantropológus
- Wiktor Osiatynski (1945-2017) jog
- Anton Pelinka (1941-) politikatudomány
- Perczel István (1957-) történész, vallástörténész
- Steven Plaut (1951-2017) nemzetközi kapcsolatok, politikatudomány
- Prem Kumar Rajaram szociológus
- Alfred J. Rieber (1931-) történelem
- Howard Robinson (1945-) filozófia
- Michael Roes (1960-) filozófia, antropológia
- Jacek Rostowski (1951-) volt lengyel pénzügyminiszter
- Sajó András (1949-) jog
- Robert Sauer közgazdaságtan
- Diane Stone közpolitika
- Tóka Gábor politikatudomány
- Tóth István György (1956-2005) történész
- Ürge-Vorsatz Diána (1968-) klímakutató, az IPCC magyar tagja
- Carsten Wilke (1962-) történész, vallástudós
- Várady Tibor (1939-) volt jugoszláv igazságügyminiszter; jog
- Susan Zimmermann (1960-) történész

## Neves hallgatói
- Anna Brzezińska lengyel fantasyíró
- Ruxandra Cesereanu román költő
- Srđan Cvijić szerb politológus
- Romaniţa Iordache román emberjogi aktivista
- Járóka Lívia, az Európai Parlament magyar tagja
- Monica Macovei román politikus
- Mailis Reps észt oktatási miniszter
- Magyari Tivadar romániai magyar egyetemvezető, rektorhelyettes, a Magyar Felsőoktatási Akkreditációs Bizottság (MAB) nemzetközi szakértője
- Giorgi Margvelasvili grúz politikus, Grúzia elnöke 2013-tól
- Kovács Zoltán történész, politikus, Magyarország kormányának nemzetközi szóvivője
- Kumin Ferenc New York-i főkonzul

## Az egyetem díjai
- Nyílt Társadalom Díj
- CEU Érdemérem – az olyan dolgozóknak, tisztségviselőknek, akik legalább egy évtizede segítik a CEU-t.

## Külső hivatkozások
- A CEU honlapja
- A CEU mester és doktori képzései
- CEU kapcsolat információ